# Chambre de commerce et d'industrie Grand Lille

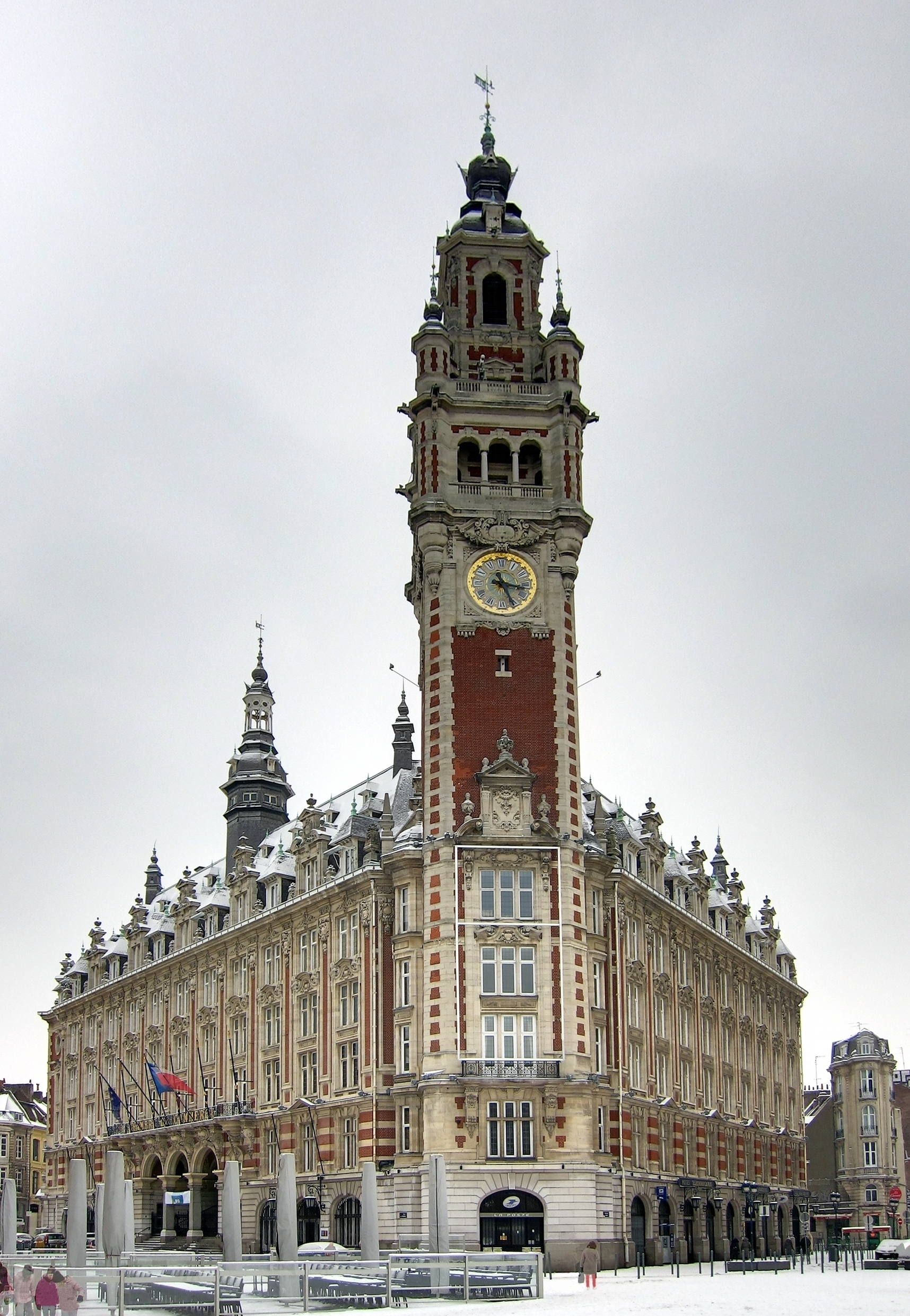
Chambre de commerce et son beffroi.

La chambre de commerce et d'industrie du Grand Lille est une chambre de commerce et d'industrie française interdépartementale des départements du Nord et du Pas-de-Calais.
Son siège situé dans la chambre de commerce de Lille, place du Théâtre de Lille. Elle possède trois antennes à Saint-Omer, Douai et Armentières. C'est la première chambre française locale à ouvrir une antenne consulaire à Bruxelles.
La chambre est rattachée à la chambre de commerce et d'industrie de région Hauts-de-France.

## Mission
Comme les autres CCI territoriales, elle exerce des missions de service auprès des entreprises de sa circonscription dans le cadre des orientations données par la CCI de région à laquelle elle est rattachée.
À ce titre :
- Elle crée et gère des centres de formalités des entreprises (CFE).
- Elle peut assurer, en conformité avec les schémas sectoriels, la maîtrise d’ouvrage de tout projet d’infrastructure ou d’équipement ou gérer tout service concourant à l’exercice de ses missions.
- Elle peut se voir charger par l’État, ou toute autre personne publique territoriale, de gérer toute infrastructure ou équipement, notamment de transport, concourant à l’exercice de ses missions.
- Elle peut créer et gérer des établissements de formation professionnelle initiale et continue en cohérence avec le schéma sectoriel.
- Elle peut transférer à la CCI de région une activité ou un équipement antérieurement géré par elle.

Comme toutes les CCI, elle est placée sous la tutelle du Préfet de région assisté par le responsable régional des finances publiques.

### Service aux entreprises
- Centre de formalités des entreprises
- Assistance technique au commerce
- Assistance technique à l'industrie
- Assistance technique aux entreprises de service
- Point A (apprentissage)

### Gestion d'équipements
- Aéroport de Lille - Lesquin dont la concession en association avec Veolia et Sanef va de 2008 jusqu'en 2018 ;
- Aéroport de Merville - Calonne ;
- Port fluvial d'Arques ;
- Port fluvial de commerce de Douai-Dorignies ;
- Port fluvial de commerce de Lille ;
- Parcs d’activités de la CCI.

### Centres de formation
- Le CEPRECO regroupe 3 écoles de formations premières : 
  - ESDM : École Supérieure de Design et Merchandising ;
  - ESVA : École Supérieure de Vente et d'Achat ;
  - E2ST : École Supérieure des Services et du Tertiaire ;
- EGC de Lille-Métropole appartient au réseau national des EGC ;
- Douai Business School (DBS) forme des techniciens supérieurs pour des sociétés exportatrices ;
- Centre de formation d'apprentis de l'ancienne CCI de Lille Métropole.

Ces écoles sauf l'EGC, sont regroupés sont regroupés sur le Campus CEPRECO à Roubaix.
Les autres écoles sont :
- CEPI Management à Marcq-en-Barœul (géré conjointement avec l'IESEG) ;
- École supérieure de vente industrielle internationale de Douai;
- École de la Deuxième Chance Lille Métropole basée à Roubaix.

## Historique
- 26 novembre 2006 : Accord de 4 CCI pour créer la CCI Grand Lille.
- 7 mai 2007 : le Premier ministre Dominique de Villepin et le ministre de tutelle Renaud Dutreil confirme la création d’une nouvelle CCI – la chambre de commerce et d'industrie du Grand Lille – issue du regroupement des 4 CCI : d'Armentières-Hazebrouck, Douai, Lille Métropole, Saint Omer.
- 3 décembre 2007 : Installation de la CCI de Grand Lille et ouverture de son site Web.
- Novembre 2008 : Attribution de la concession de l'aéroport de Lille.

## Pour approfondir